# Seznam dílů seriálu Korálový tábor: Spongebob na dně mládí
Toto je seznam dílů seriálu Korálový tábor: Spongebob na dně mládí.

## Přehled řad
| Řada | Díly | Premiéra v USA | Premiéra v USA | Premiéra v ČR | Premiéra v ČR |
| Řada | Díly | První díl      | Poslední díl   | První díl     | Poslední díl  |
| ---- | ---- | -------------- | -------------- | ------------- | ------------- |
| 1    | 26   | 4. března 2021 | 30. září 2022  | vysíláno      | bude oznámeno |
| 2    | 13   | bude oznámeno  | bude oznámeno  | bude oznámeno | bude oznámeno |

## Seznam dílů

### První řada (2021–2022)
| Č. v seriálu | Č. v řadě | Původní název                                | Český název                                | Režie                         | Scénář                      | Storyboard                                 | Premiéra v USA    | Premiéra v ČR  | Prod. kód |
| ------------ | --------- | -------------------------------------------- | ------------------------------------------ | ----------------------------- | --------------------------- | ------------------------------------------ | ----------------- | -------------- | --------- |
| 1            | 1         | The Jellyfish Kid                            | Medúzový kluk                              | Sherm Cohen a Dave Cunningham | Kaz                         | Brian Morante                              | 4. března 2021    | vysíláno       | 101       |
| 2            | 23        | Sugar-Squeeze!Tag, You're It                 | CukroviceBaba! Máš ji!                     | Dave Cunningham               | Mr. LawrenceKaz             | Brian MoranteMike Dougherty a John Sanford | 4. března 2021    | vysíláno       | 102       |
| 3            | 45        | Quest for TireCabin Of Curiosities           | Honba za autemChatka kuriozit              | Sherm Cohen                   | Mr. LawrenceKaz             | Kenny PittengerJohn Trabbic                | 4. března 2021    | vysíláno       | 103       |
| 4            | 67        | In Search of Camp NoodistKitchen Sponge      | Pátrání po táboře NudistůHouba na nádobí   | Sherm CohenDave Cunningham    | Andrew Goodman              | Fred OsmondBrian Morante                   | 4. března 2021    | vysíláno       | 104       |
| 5            | 89        | The Treasure of Kamp KoralCamper Gary        | Poklad korálového táboraTáborník Gary      | Dave CunninghamSherm Cohen    | Andrew Goodman              | —Brian Morante                             | 4. března 2021    | vysíláno       | 105       |
| 6            | 1011      | Midnight Snack Attack Hot Pearl-tato         | Útok noční svačinky Horký perlambor        | Sherm CohenDave Cunningham    | Luke Brookshier             | Fred Osmond                                | 4. března 2021    | vysíláno       | 106       |
| 7            | 1213      | What About Meep?Hard Time Out                | A co míp já?Drsný zarach                   | Sherm CohenDave Cunningham    | Kaz                         | Fred OsmondJohn Trabbic                    | 22. července 2021 | vysíláno       | 107       |
| 8            | 1415      | Pat's A Li'l SinkerCamp SpongeBob            | Patrik jde ke dnu SpongeBobův tábor        | Sherm CohenDave Cunningham    | Luke BrookshierKaz          | Kristen MorrisonBrian Morante              | 22. července 2021 | 22. ledna 2022 | 108       |
| 9            | 1617      | SquiseryGame Night                           | Sépiák nechce zemřít Herní večer           | Sherm CohenDave Cunningham    | Andrew Goodman              | Fred Osmond                                | 22. července 2021 | 31. ledna 2022 | 109       |
| 10           | 1819      | My Fair NobbyGimme a News Break              | My Fair NoobyMimořádné zprávy              | Sherm CohenDave Cunningham    | Andrew GoodmanMr. Lawrence  | Piero PilusoKenny Pittenger                | 22. července 2021 | 2. února 2022  | 110       |
| 11           | 2021      | Wise KrakenSquatch Swap                      | Moudrý krakenSquatch záměna                | Sherm CohenDave Cunningham    | Mr. LawrenceLuke Brookshier | Fred OsmondMike Dougherty                  | 22. července 2021 | 2. února 2022  | 111       |
| 12           | 2223      | The Ho! Ho! Horror!Outhouse Outrage          | Hou Hou Horror Výbuch latríny              | Dave CunninghamSherm Cohen    | Mr. LawrenceLuke Brookshier | Brian MoranteKristen Morrison              | 22. července 2021 | 4. února 2022  | 112       |
| 13           | 24        | Are You Afraid of The Dork?                  | Bojíte se ňoumy?                           | Sherm Cohen a Dave Cunningham | Kaz                         | Brian Morante                              | 22. července 2021 | 20. ledna 2022 | 113       |
| 14           | 2526      | Help Not WantedCamp Spirit                   | Nehledá se pomocTábor duchů                | Sherm Cohen a Dave Cunningham | Kaz                         | Brian Morante                              | 30. září 2022     | 2023           | 113       |
| 15           | 2728      | Hill-FuSun's Out, Fun's Out                  | Křup-Fu<hu>Se sluncem žádná zábava         | Sherm Cohen a Dave Cunningham | Kaz                         | Brian Morante                              | 30. září 2022     | 2023           | 113       |
| 16           | 2930      | First And Last AidNight Of The Living Stench | První a poslední pomocNoc živoucího smradu | Sherm Cohen a Dave Cunningham | Kaz                         | Brian Morante                              | 30. září 2022     | 2023           | 113       |
| 17           | 3132      | Camp CrossbonesThe Jelly Life                | Tábor zkřížených hnátŽivot medúzy          | Sherm Cohen a Dave Cunningham | Kaz                         | Brian Morante                              | 30. září 2022     | 2023           | 113       |
| 18           | 3334      | Lake CrashersBoo Light Special               | JezerobouračiBaf se slevou                 | Sherm Cohen a Dave Cunningham | Kaz                         | Brian Morante                              | 30. září 2022     | 2023           | 113       |
| 19           | 3536      | Painting with SquidwardCamp Kow              | Malujeme se SépiákemKravský tábor          | Sherm Cohen a Dave Cunningham | Kaz                         | Brian Morante                              | 30. září 2022     | 2023           | 113       |